# Andrena senecionis
Andrena senecionis är en biart som beskrevs av Pérez 1895. Andrena senecionis ingår i släktet sandbin, och familjen grävbin. Inga underarter finns listade i Catalogue of Life.